# Sollzeit
Als Sollzeit wird im Arbeitsstudium eine ursprünglich ermittelte Vorgabezeit bezeichnet, die von Personal, Arbeitsgegenständen und Betriebsmitteln für bestimmte Ablaufabschnitte, Arbeitsabläufe, Arbeitsaufgaben, Arbeitspläne oder Kalkulationen aufgewendet werden darf.
Pendant ist die Istzeit. 

## Allgemeines
Für die REFA sind Sollzeiten von zentraler Bedeutung, denn sie wirken sich auf die Durchlaufzeit aus. Auch in der Plankostenrechnung kommen Sollzeiten zum Einsatz. 

## Ermittlung
Bei der Ermittlung werden für die Sollzeit {\displaystyle t} der Leistungsgrad {\displaystyle {\bar {L}}} und die Einzelzeit {\displaystyle {\bar {t}}_{i}} benötigt:
{\displaystyle t={\frac {\bar {L}}{100}}\cdot {\bar {t}}_{i}}.
Die Einzelzeit ist die Dauer eines Ablaufabschnitts, deren Zeitspanne letztlich die Sollzeit bestimmt. Je höher die Einzelzeit, umso größer ist die Dauer der Sollzeit und umgekehrt.
Dem Leistungslohn werden Vorgabezeiten zugrunde gelegt, die auf Sollzeiten beruhen. 

## Plankostenrechnung
In der Plankostenrechnung ist die Sollzeit (hier auch Standardzeit genannt) die für die Durchführung eines Arbeitsvorganges an einem Produkt je Kostenstelle aufgrund der Ergebnisse der Kostenplanung als erforderlich angesehene Zeitdauer.

## Wirtschaftliche Aspekte
Die einer Sollzeit zugrunde liegende Leistung wird als Bezugsleistung bezeichnet, der im Regelfall ein Leistungsgrad von 100 % zugeordnet wird. Dieser Leistungsgrad {\displaystyle L} ergibt sich aus der Gegenüberstellung der Sollzeit {\displaystyle t_{s}} mit der Istzeit Fehler beim Parsen (SVG (MathML kann über ein Browser-Plugin aktiviert werden): Ungültige Antwort („Math extension cannot connect to Restbase.“) von Server „http://localhost:6011/de.wikipedia.org/v1/“:): {\displaystyle t_i}
:
{\displaystyle L={\frac {t_{s}}{t_{i}}}\cdot 100\,\%}.
Da Soll- und Istzeit mit Soll- und Istleistung übereinstimmen, drückt der Leistungsgrad das Verhältnis einer beobachteten Ist-Leistung zu einer anzustrebenden Soll-Leistung aus.
Auf dem Arbeitszeitkonto werden Soll- und Istzeit gegenübergestellt.